# Michal Broš
Michal Broš (né le 25 janvier 1976 à Olomouc en Tchécoslovaquie aujourd'hui ville de République tchèque) est un joueur professionnel de hockey sur glace.

## Carrière

### Carrière en club
Choisi lors du repêchage d'entrée dans la Ligue nationale de hockey en tant que 130e joueur par les Sharks de San José, Broš décide de rester dans son pays et fait ses débuts professionnels en jouant avec le club de sa ville natale, le HC Olomouc, en 1995-1996 alors que l'équipe perd lors du premier tour des playoffs. Il y passe deux saisons avant de rejoindre avant le début de la saison 1997-1998, le champion en titre depuis trois saisons déjà, le HC Slovnaft Vsetín. Il rejoint alors le club qui joue la Coupe d'Europe : l'équipe perd en demi-finale contre le futur champion de la compétition, le VEU Feldkirch d'Autriche.
Lors de la saison en République tchèque, il aide son équipe à remporter son quatrième titre consécutif puis un cinquième en 1998-1998.
À la suite de ses deux titres, il quitte Vsetín pour rejoindre un des clubs de la capitale, le Sparta Praha. Ce changement de club semble intervenir au bon moment pour Broš puisque son équipe va alors finir à la première place de la saison régulière puis remporter la finale contre son ancien club en trois matchs.
Il connaît sa meilleure saison en 2001-2002 : il remporte le titre de champion de l'Extaliga avec le Sparta et à titre personnel finit meilleur buteur et passeur des séries. Il est également désigné comme meilleur joueur des playoffs. L'équipe réalise le doublé et il remporte ainsi son cinquième titre de champion de République tchèque. Il reste avec le Sparta jusqu'à la fin de la saison 2004-2005 et une élimination dès le premier tour des playoffs.
Broš rejoint alors la Finlande et le Kärpät Oulu qui évolue dans l'élite du pays, la SM-liiga. Il rejoint alors son compatriote Viktor Ujčík et finit à la troisième place de la saison. Lors de la saison suivante, la saison 2005-2006, il joue aux côtés d'Ujčík et de Janne Pesonen sur la deuxième ligne de l'équipe. Malgré tout, il réussit la même performance qu'en 2001-2002 faire parler de lui et avec 12 points il est le meilleur pointeur des playoffs alors que son équipe remporte le Kanada-malja. Il est encore une fois sacré champion lors de la saison 2007-2008 et finit huitième meilleur pointeur de la saison régulière, le second étranger du championnat.

### Carrière internationale
Broš représente la République tchèque lors du championnat du monde de 2000 et il va aider l'équipe à remporter une nouvelle médaille d'or. Il est sélectionné par la suite lors de l'édition de 2002, l'équipe perd alors en quart-de-finale contre les Russes.

## Statistiques

### Statistiques en club
| Saison    | Équipe             | Ligue          |    | Saison régulière | Saison régulière | Saison régulière | Saison régulière | Saison régulière |   | Séries éliminatoires | Séries éliminatoires | Séries éliminatoires | Séries éliminatoires | Séries éliminatoires |
| Saison    | Équipe             | Ligue          | PJ | B                | A                | Pts              | Pun              | PJ               | B | A                    | Pts                  | Pun                  |                      |                      |
| 1995-1996 | HC Olomouc         | Extraliga      | 35 | 8                | 11               | 19               |                  | 4                | 2 | 0                    | 2                    |                      |                      |                      |
| 1996-1997 | HC Olomouc         | Extraliga      | 50 | 13               | 14               | 27               | 28               |                  |   |                      |                      |                      |                      |                      |
| 1998      | HC Slovnaft Vsetín | LEH            | 5  | 2                | 0                | 2                | 0                | 4                | 1 | 0                    | 1                    | 2                    |                      |                      |
| 1997-1998 | HC Slovnaft Vsetín | Extraliga      | 47 | 14               | 18               | 32               | 28               | 10               | 3 | 1                    | 4                    | 2                    |                      |                      |
| 1998-1999 | HC Slovnaft Vsetín | Extraliga      | 41 | 10               | 18               | 28               | 18               | 12               | 1 | 3                    | 4                    | 12                   |                      |                      |
| 1999-2000 | HC Sparta Praha    | Extraliga      | 49 | 6                | 30               | 36               | 51               | 9                | 1 | 3                    | 4                    | 4                    |                      |                      |
| 2000-2001 | HC Sparta Praha    | Extraliga      | 27 | 3                | 13               | 16               | 22               | 13               | 4 | 6                    | 10                   | 8                    |                      |                      |
| 2001-2002 | HC Sparta Praha    | Extraliga      | 48 | 19               | 29               | 48               | 71               | 13               | 7 | 11                   | 18                   | 8                    |                      |                      |
| 2002-2003 | HC Sparta Praha    | Extraliga      | 40 | 13               | 17               | 30               | 90               | 10               | 2 | 4                    | 6                    | 8                    |                      |                      |
| 2003-2004 | HC Sparta Praha    | Extraliga      | 46 | 15               | 25               | 40               | 60               | 13               | 1 | 3                    | 4                    | 6                    |                      |                      |
| 2004-2005 | HC Sparta Praha    | Extraliga      | 44 | 7                | 14               | 21               | 63               | 3                | 1 | 0                    | 1                    | 0                    |                      |                      |
| 2005-2006 | Kärpät Oulu        | SM-Liiga       | 47 | 15               | 21               | 36               | 38               | 11               | 3 | 5                    | 8                    | 6                    |                      |                      |
| 2006-2007 | Kärpät Oulu        | SM-Liiga       | 50 | 21               | 21               | 42               | 24               | 10               | 6 | 6                    | 12                   | 8                    |                      |                      |
| 2007-2008 | Kärpät Oulu        | SM-Liiga       | 53 | 25               | 28               | 53               | 34               | 13               | 5 | 4                    | 9                    | 6                    |                      |                      |
| 2008      | Kärpät Oulu        | Coupe d'Europe | 2  | 2                | 1                | 3                | 2                |                  |   |                      |                      |                      |                      |                      |
| 2008-2009 | HC Sparta Praha    | Extraliga      | 45 | 21               | 20               | 41               | 64               | 11               | 2 | 7                    | 9                    | 30                   |                      |                      |
| 2009-2010 | HC Sparta Praha    | Extraliga      | 51 | 17               | 12               | 29               | 36               | 7                | 1 | 1                    | 2                    | 4                    |                      |                      |
| 2010-2011 | HC Sparta Praha    | Extraliga      | 49 | 17               | 12               | 29               | 56               |                  |   |                      |                      |                      |                      |                      |
| 2011-2012 | HC Sparta Praha    | Extraliga      | 51 | 15               | 16               | 31               | 36               | 5                | 0 | 1                    | 1                    | 6                    |                      |                      |
| 2012-2013 | HC Sparta Praha    | Extraliga      | 44 | 12               | 11               | 23               | 16               | 7                | 1 | 1                    | 2                    | 2                    |                      |                      |
| 2013-2014 | BK Mladá Boleslav  | 1.liga         | 18 | 19               | 35               | 54               | 51               | 10               | 3 | 6                    | 9                    | 2                    |                      |                      |
| 2014-2015 | BK Mladá Boleslav  | Extraliga      | 33 | 10               | 13               | 23               | 22               | 9                | 1 | 3                    | 4                    | 2                    |                      |                      |

### Statistiques en équipe nationale
| Année | Équipe   | Édition              | PJ | B | A | Pts | +/- | Pun | Résultat        |
| ----- | -------- | -------------------- | -- | - | - | --- | --- | --- | --------------- |
| 2000  | Tchéquie | Championnat du monde | 9  | 1 | 0 | 1   | 0   | 0   | Médaille d'or   |
| 2002  | Tchéquie | Championnat du monde | 7  | 0 | 2 | 2   | +6  | 4   | Cinquième place |

## Trophées et honneurs
- Extraliga tchèque
  - Champion avec le HC Slovnaft Vsetín — 1997-1998 et 1998-1999
  - Champion avec le Sparta Praha — 1999-2000, 2001-2002 et 2002-2003
  - Meilleur buteur et passeur des playoffs — 2001-2002
- SM-liiga finlandaise
  - Champion avec le Kärpät Oulu — 2006-2007, 2007-2008
  - Meilleur pointeur des playoffs — 2006-07